# Werner Leimgruber
Werner Leimgruber (Basileia, 2 de setembro de 1934 – 2 de janeiro de 2025) foi um futebolista suíço que atuava como defensor.

## Carreira
Werner Leimgruber fez parte do elenco da Seleção Suíça de Futebol, na Copa do Mundo de 1966.

## Morte
Leimgruber morreu no dia 2 de janeiro de 2025, aos 90 anos.